# Korošec (tednik)
Korošec je bil gospodarski in političen tednik koroških Slovencev.
Korošec je izhajal od 1907 do 1911, sprva kot tednik, kasneje pa kot štirinajstdnevnik v Celovcu in Kranju. Odgovorni urednik tednika je bil Lavoslav Mikuš.
Tednik je preko člankov razviljal širši program narodnega in gospodarskega razvoja koroških Slovencev z narodno izobrazbo, krepitvijo narodne zavesti in gospodarsko naslonitvijo na Slovence zunaj Koroške.